# ハーディー・ボーイズ
ハーディー・ボーイズ（The Hardy Boyz）は、マット・ハーディーとジェフ・ハーディーのタッグチームである。実兄弟であり、WWEで数多くのシングル、タッグ王座を獲得。

## 来歴

### WWE
初期は「ジングス・ブラザーズ」という名のチームで、主にジョバー役だった。「ハーディー・ボーイズ」としてのデビューは1998年9月27日のSunday Night HEAT、相手は当時WWF（後のWWE）で名前が知られていたタッグチームであるカイエンタイ（MEN'Sテイオーとフナキのチーム）であった。カイエンタイに対して衝撃的な勝利を収め、ファンの注目が集まった。その後、ガングレルと「ニュー・ブルード」というチームを組んだ。ニュー・ブルード解散後エッジ、クリスチャンのタッグチームと抗争を開始。抗争を通じてWWFタッグ王座を獲得する。
1999年に、チームにディーヴァのリタが加わる。この時からチームにチーム・エクストリームを用いるようになる。エッジ&クリスチャンや、ダッドリー・ボーイズらの様に、WWEにおいてTLC戦などのハードコアマッチを得意とするチームの1つとして有名であった。2002年の2リーグ制発足後は揃ってRAWに所属したが、その後、リタがドラマの撮影中に負傷し離脱。さらにジェフがジ・アンダーテイカーとのラダー・マッチで高評価を受けた事をきっかけにシングルプレイヤーとして売り出される事となり、マットがスマックダウンに移籍した事でチームは解散した。その後、ジェフは2003年に素行不良のためにWWEを解雇、TNAに移籍。マットは「マッティテュードVer.1.0」なるキャラクターを確立し、シングルプレイヤーとして活躍した。
2006年8月にジェフがWWEに復帰、同年のサバイバー・シリーズでハーディー・ボーイズが再結成される。その後、両者はシングルプレーヤーとして再び袂を分かち別々の番組に所属するが、共同PPVなどでは一時的に再結成し試合を行っている。
2009年1月のロイヤルランブルで行われたジェフのWWE王座防衛戦に介入したマットがジェフを椅子で殴打し、王座陥落したことをきっかけに兄弟による抗争を開始。レッスルマニアのエクストリームルールによる兄弟対決をマットが、バックラッシュのアイクイット戦をジェフが制する。ジェフがエッジの世界ヘビー級王座に挑戦したジャッジメント・デイでは客席からマットがギプスでジェフを殴打し、王座獲得を阻んだ。それからマットが約２か月の欠場を経て、ジェフの世界ヘビー級王座防衛戦で特別レフェリーとして復帰。挑戦者だったCMパンクに誤爆されてジェフの勝利をアシストし、翌週パンクに襲撃されていたジェフを救出してベビーターンした。その翌週ジョン・モリソンと共にハーディーズとして試合に臨んだが、その後にジェフがCMパンクとの敗者退団マッチに敗れたため、後の復帰までWWEでのハーディー・ボーイズは活動休止となった。
2017年4月2日のWrestleMania 33でWWEに復帰し、WWE・ロウ・タッグチーム王座を獲得。その後、2019年4月9日にWWE・スマックダウン・タッグチーム王座を獲得した。翌年、マットが契約満了により退団したため、再び活動を休止した。

### TNA
ジェフが先にTNAに復帰。マットも入団したため、再結成されるかと思われたが組んだのは一夜限り。しばらくしてマットが解雇されたため本格的な再結成は無くなった。ただしインディー団体等では組んで出場している。
2014年6月26日（7月31日放送）、マットがTNAに復帰し、本格的に再結成。TNA世界タッグ王座戦でザ・ウルブスと対戦するものの敗れた。その後、チーム３Ｄも加わる形でタッグ路線に突入。同年に行われたTNA世界タッグチーム王座ナンバー１コンデンタートーナメントにも優勝。
2015年3月16日にTNA世界タッグチーム王座アルティメットXマッチでTNA世界タッグチーム王座獲得。しかし、ジェフがバイクの事故で怪我をしてしまったため4月17日にタイトルを返上。
2016年からマットがヒールターンをし、ジェフと再び兄弟抗争に発展。しかし発展中に、(ギミック上)ジェフがマットの気持ちを同情したことにより再結成。マットもベビーターンする。10月2日のバウンド・フォー・グロリーにて、ディケイからタッグ王座を奪取。奪取後は様々なタッグチームと王座戦を行い、すべて防衛。12月15日には、マットの自宅で「トータル・ノンストップ・デリーション」というPPVを行うなど、TNAの中心になっていた。
2017年には、各団体のタッグ王座を獲る企画を行っていたが、契約更新でTNA側との合意が合わず、2月28日に退団。

### ROH
2016年12月2日のROHで行われた、ヤング・バックスとブリスコ・ブラザーズのROH世界タッグ王座戦後、マットがスクリーンにてサプライズ登場。ヤングバックスのROH世界タッグ王座に挑戦表明を発表した。
2017年3月4日、ヤング・バックスとリオ・ラッシュ&ジェイ・ホワイトのROH世界タッグ王座戦後に、突如リングに登場。その後、行われた2度目のROH世界タッグ王座戦にて、ヤング・バックスを破りROH世界タッグ王座を奪取。更に試合後、ROHと契約したことを発表。(ただし、ジェフいわく短期契約。)。4月1日、ヤング・バックスとのラダー・マッチに敗戦し、王座陥落。

## 得意技

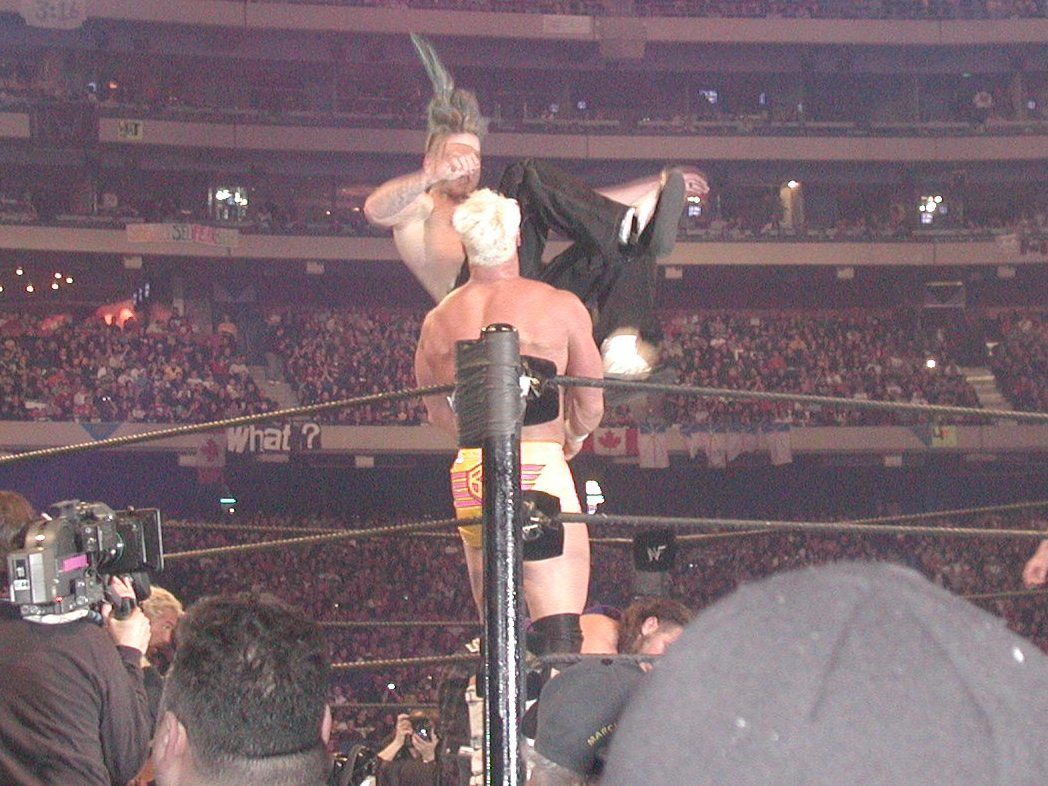
ポエトリー・イン・モーション

- エクストリーム・コンビネーション

フィニッシュ・ムーブ。マットがツイスト・オブ・フェイトで敵を倒し、倒れている相手にジェフがスワントーンボムを放つ。
アティテュード時代では、リタがツイスト・オブ・フェイトかムーンサルトプレスで代用することがあった。また、初期ではマットがツイスト・オブ・フェイトではなくスープレックスで放っていた。
- ダブルツイスト・オブ・フェイト

ジェフがツイスト・オブ・フェイトで相手をグロッキー状態にさせた後、マットがツイスト・オブ・フェイトを決める技。ここから、スワントーンに持っていく場合も多少ある。
- チェック・フェイト

ジェフがツイスト・オブ・フェイトで相手をグロッキー状態にさせた後、マットがオクラホマ・スタンピードの要領で相手を持ち上げて、ジェフがもう一度ツイスト・オブ・フェイトを放つと同時にマットも膝をつく技。
- ポエトリー・イン・モーション

マットが踏み台になり、ジェフがその背中を踏んで相手にレッグラリアットを浴びせる。場外に向かってトップロープを越えつつ放ったりすることもある。
互いが揃わないタッグ戦でもこの技を披露したり、ジェフはシングル戦でも椅子や鉄階段を踏み台にして放つこともある。
- フィスト・ドロップ＆セントーン

エルボー攻撃で相手を倒した後すかさずマットがフィスト・ドロップ、ジェフがセントーンを相手に喰らわせる。
- イベント・オメガ

マット、ジェフがそれぞれ対角線上のコーナーのトップロープもしくはラダーへ上り、リング中央に倒れている相手に対してマットはダイビング・レッグ・ドロップ、ジェフはボディ・スプラッシュを浴びせる技。
- ダブルレッグドロップ

倒れている相手の足をジェフが持った後、コーナーに登っているマットとタイミング合わせて両者がレッグ・ドロップを放つ技。リング上で行う時もある。
- ダブルオーシャンサイクロンスープレックス

倒れている相手の足をそれぞれ片方ずつ持って、回転させて叩きつける。
- ネックブリーカー＆パワーボム

マットが相手の体を持ち上げた後、コーナー上にいるジェフに足を渡し、ネックブリーカーとパワーボムを同時に放つ。

## マネージャー
- リタ
- マイケル・ヘイズ
- ギャングレル
- テリー・ラネルズ

## 入場テーマ
- Loaded（WWEでの使用曲。）
- Reptillian（TNAでの使用曲。）

## タイトル
- WWE世界タッグチーム王座 : 6回
- WWE・スマックダウン・タッグ王座 : 1回
- WWE・ロウ・タッグチーム王座 : 1回
- TNA世界タッグチーム王座 : 2回
- ROH世界タッグチーム王座 : 1回
- WCW世界タッグチーム王座 : 1回
- ASWタッグ王座 : 1回
- CRASHタッグ王座 : 1回
- HOGタッグ王座 : 1回
- MCWタッグ王座 : 1回
- NWA2000タッグ王座 : 1回
- NDWタッグ王座 : 1回
- OMEGAタッグ王座 : 2回
- WSタッグ王座 : 1回

## エピソード
- ラダーは彼らの代名詞でもあるため、ラダーマッチに出場すると大歓声が上がる。
- インディー団体OCW（旧名オメガ）は彼らが学生時代に友人達と立ち上げたものであり、団体の顔役を担っていた。またリタ、シャノン・ムーア、グレゴリー・ヘルムズ（ザ・ハリケーン）、クリストファー・ダニエルズはこの団体に出場していた。
- WWE在籍時や解雇後の私生活はかなり乱れており、マットは飲酒運転や家庭内暴力、ジェフは薬物や遅刻で問題を起こしている（近年はなくなっている）。
- アティテュード時代は試合が盛り上がった際に着ている服を脱ぐパフォーマンスは、現在ジェフのみやっている。
- 両方結婚しており、子供がいる。